# Antonio Pallotta
Antonio Pallotta (Ferrara, 23 de fevereiro de 1770 - Montecassiano, 19 de julho de 1834) foi um cardeal italiano. Foi nomeado cardeal da Igreja Católica pelo Papa Pio VII.

## Biografia
Ele nasceu em Ferrara em 23 de fevereiro de 1770.
O Papa Pio VII elevou-o ao posto de cardeal no consistório de 10 de março de 1823.
Ele morreu em 19 de julho de 1834, aos 64 anos.

## Na literatura
O soneto "La Messa der Venardí Ssanto" de 1833 de Giacchino Belli menciona controversamente a destruição da cidade de Sonnino, decretada em 1819 pelo Cardeal Pallotta como medida de repressão contra o banditismo. Essa medida foi ineficaz e suscitou inúmeras críticas na própria cúria, a ponto de levar à destituição de Pallotta do cargo.